# 이호 (서위)
당 태조 이호(唐太祖 李虎, ? ~ 551년)는 중국 남북조시대 서위의 재상으로, 상서좌복야와 주국을 지냈으며, 서위팔대주국(西魏八大柱國)의 한 사람이기도 하다. 자는 위맹(威猛), 시호는 양(襄)으로 당양공(唐襄公)이다.
농서군(隴西郡) 출신이며, 서량의 왕 이고(李暠)의 후손이며, 후주 이흠(李歆)의 아들 이중이(李重耳)가 그의 증조부였다. 서위의 개국공신으로 농서군공(隴西郡公)의 작위를 받았으며, 나중에 당국공(唐國公)에 추봉되었다. 사후 시호는 양(襄)으로 농서양공이다. 아들 이병이 농서군공에서 당국공으로 진봉되면서, 농서양공에서 당국공으로 추봉되어 당국양공이 되었다.
후일 당나라의 초대 황제인 이연(李淵)의 할아버지이자 이병(李昞)의 아버지로 사후 당양공(唐襄公)에, 손자 이연이 황위에 오른 뒤에는 당나라를 세운 최초의 당국공이였기에 태조(太祖)란 묘호를 받아 태조 경황제(太祖景皇帝)에 추존되었다.

## 가족관계

### 조부모와 부모
- 조부 : 당 헌조(唐獻祖) 선황제(宣皇帝) 이희(李熙)
- 조모 : 선헌황후 장씨(宣獻皇后 張氏)
- 생부 : 당 의조(唐懿祖) 광황제(光皇帝) 이천석(李天錫)
- 생모 : 광의황후 가씨(光懿皇后 賈氏)

### 후비
- 정실 : 경열황후 양씨(景烈皇后 梁氏)
- 후실 : 경비 곽씨(敬妃 郭氏)
- 후실 : 옥비 노씨(玉妃 盧氏)

### 황자
- 장남 : 남양공(南陽公) 이연백(李延伯)
- 차남 : 초왕(譙王) 이진(李眞)
- 3남 : 당인공(唐仁公) 이병(李昞) - 고조 즉위후 세조(世祖) 원황제(元皇帝)로 추존.
- 4남 : 필왕(畢王) 이장(李璋)
- 5남 : 옹왕(雍王) 이회(李繪)
- 6남 : 순왕(郇王) 이의(李禕)
- 7남 : 채렬왕(蔡烈王) 이울(李蔚)
- 8남 : 정효왕(鄭孝王) 이량(李亮)

| 전임 (초대) | 농서군공/당국공 535년 ~ 551년 | 후임 셋째 아들 이병 |